# Burg Dagestein
Die Burg Dagestein ist eine Burg in der Stadt Vilseck, Schlossgasse 6–8, im bayerischen Landkreis Amberg-Sulzbach. Sie gehört zu den frühen Burgen in der Oberpfalz. Die Anlage wird als Bodendenkmal unter der Aktennummer D-3-6336-0008 im Bayernatlas als „archäologische Befunde des Mittelalters und der frühen Neuzeit im Bereich der Burg bzw. des Schlosses Dagestein“ geführt. Ebenso ist sie unter der Aktennummer D-3-71-156-54 als denkmalgeschütztes Baudenkmal von Vilseck verzeichnet.

## Geschichte
Die Anfänge der Burg, die Ende des 12. Jahrhunderts erstmals urkundlich zu fassen ist, sind unklar. Archäologische Untersuchungen im Inneren der Burganlage ergaben bislang keine konkreten Anhaltspunkte für eine frühmittelalterliche Gründung der Anlage.
1185 wurde Vilseck als Teil der Besitzungen des Bamberger Hochstifts erstmals urkundlich erwähnt. 1205 wurde ein Megelaus von Dagestein in einer Urkunde genannt, und nach dem Aussterben des Geschlechts der Dagesteiner nannten sich die Burgherren nach der aufstrebenden Stadt Vilseck. Die Burg wurde im 15. Jahrhundert zum Wasserschloss ausgebaut. Während der Fehde zwischen Götz von Berlichingen (Ritter mit der eisernen Hand) und dem Bamberger Bischof wurde sie 1512 geplündert und gebrandschatzt, danach aber wieder aufgebaut. 1552 wurde die mittlerweile vor allem als Getreidespeicher und als Gefängnis genutzte Anlage vom Markgrafen Albrecht Alcibiades von Bayreuth erobert. Um 1730 fanden umfangreiche Neubauten statt, und im Zuge der Säkularisation wurden Teile der Burg 1802 an Vilsecker Bürger verkauft. In den Jahren 1796/97 war der Räuberhauptmann Franz Troglauer für einige Monate in der Burg inhaftiert.
Heute ist die Burg im Besitz der Stadt. Von 1999 bis 2002 fanden umfangreiche Renovierungen am Bergfried und am Zehentkasten statt. Der Zehentkasten steht heute für Veranstaltungen zur Verfügung, der Bergfried u. a. für Trauungen. Außerdem beherbergt die Burg die Probenräume des Musikvereins Vilseck e. V. und den Kolpingssaal. Im Sommer findet jährlich ein mittelalterliches Ritterlager der Ritter von der Zarg e. V. statt, im Winter ein Weihnachtsmarkt.

## Beschreibung
Die Burganlage ist eine um den Innenhof gruppierte mittelalterliche Anlage mit Ringmauer, Torbau, Zehntscheune (Getreidespeicher), Zwinger und fünfgeschossigem, romanischen Bergfried. Die ältesten obertägig erhaltenen Baureste sind Teile der Ringmauer, die in das 11./12. Jahrhundert zurückgehen. Die unteren Geschosse des Bergfrieds der Burg Dagestein wurden um 1200 erbaut, dieses Sandsteinmauerwerk besteht aus Buckelquadern. Sein Eingang befindet sich in mehreren Metern Höhe (Hocheingang).
Im zweiten Geschoss des Bergfrieds befand sich früher die Burgkapelle St. Georg. Die beiden Untergeschosse sind heute nur mehr durch einen 1730 errichteten Stadel zugänglich. Das Erdgeschoss ist ein beinahe quadratischer, fensterloser Raum mit 2 m dicken Außenmauern. Die Wände sind aus Glattquadern aus Seugaster Sandstein gefertigt, die vielfach Steinmetzzeichen tragen (fünf der acht hier vorfindbaren Steinmetzzeichen findet man auch in der zwischen 1210 und 1220 erbauten Ostkrypta des Bamberger Doms). Der Raum wird von einem Rippengewölbe überspannt, das eine Scheitelhöhe von 5 m besitzt. Die Gewölbekappen sind unverputzt, die Rippen ruhen auf Eckpfeilern mit Widerlagern (Kämpfern) aus Platte und Kehle. Nach Norden und Süden öffnete sich der Raum in zwei tiefe und heute vermauerten Gurtbögen. An der Ostseite ist eine Rundbogennische, deren Kante eine Profilierung aus zwei Stäben und einer Kehle aufweist. Der Zugang zum ersten Obergeschoss erfolgt durch ein romanisches Portal mit einem glatt belassenen Tympanon. Die Wand besteht auf der Ostseite bis zu einer Höhe von 3 m aus behauenen Sandsteinquadern, das übrige Mauerwerk ist aus Schichtkalken aufgebaut. Dort befindet sich auch eine Öffnung mit Kämpfern aus Platte und Kehle, die später vermauert worden ist. Die untere Steinlage springt als Mauersockel auf allen Seiten des Raumes um 30 cm vor. Eine Nische an der Ostwand wird als Sitznische für einen Torwächter angesehen. Wie der Suchschlitz am linken Rand der südseitigen Vermauerung zeigt, lag das nach Süden öffnende Tor in einem Mauerfalz. Dieses Tor wurde zu Beginn des 13. Jahrhunderts errichtet. Die Anlage selbst wird als Torhalle mit sakralem Obergeschoss gedeutet; durch die aufgesetzte Kapelle wird der Anlage apotropäische Funktion zugesprochen. Im 14. Jahrhundert stockte man den Torbau zu einem Bergfried auf, was leicht an dem unterschiedlichen Mauerwerk abzulesen ist: Der untere romanische Teil ist mit Buckelquadern verblendet, die spätgotische Erhöhung ist aus Bruchsteinen mit Eckquadern gemauert. Eine Umnutzung dürfte mit der 1332 begonnenen Ummauerung von Vilseck begonnen haben, damals wurde ein Zugang von Ort her geschaffen und die Toröffnungen wurden bis auf die Tür mit dem Schultersturz auf der Hofseite vermauert. Der so gewonnene Raum soll bis ins 18. Jahrhundert als Gefängnis gedient haben.
Sicherungstechnisch war die Burg im Osten und Südwesten durch den Zwinger und im Osten und Westen durch einen heute verfüllten Wassergraben geschützt.